# Dim mak
Toque da morte (chinês tradicional: 點脈, chinês simplificado: 点脉, pinyin: Diǎn mài, em cantonês: Dim mak) é uma técnica das artes marciais orientais. É chamada de "toque da morte", pois se alega que, se usada corretamente, consegue ser letal. Diz-se que surgiu paralelamente à acupuntura, quando dos estudos que mapearam os pontos do corpo: os pontos terapêuticos eram estudados pelos médicos; os traumáticos, pelos mestres das artes marciais.
A técnica recorre ao conceito do chi, isto é, a energia interior de cada pessoa. Na tradição, essa energia circula através do corpo inteiro em certas rotas e nessas rotas localizam-se alguns pontos que, se estimulados (pressionados), podem produzir diversos efeitos, benéficos ou não. Quando esses pontos sofrem um golpe os efeitos são desde atordoante e/ou imobilizantes até mortais. O dim mak focar-se-ia exatamente sobre os pontos mais perigosos e sobre a exata forma de os pressionar. Era uma técnica conhecida pelos mestres de kung fu.